# Grey December
Grey December est un album compilation du trompettiste de jazz Chet Baker comprenant des sessions enregistrées en 1953 et 1955 et publié par le label Pacific Jazz en 1992.
L’album rassemble des enregistrements précédemment commercialisés en 1954 sur le disque de 25 cm Chet Baker Ensemble, ainsi que sur le 45 tours 4 titres (EP) Chet Baker Sings And Plays (enregistré et commercialisé en 1955). Des versions alternatives des enregistrements de 1953 jusqu'alors inédites, ont été ajoutées.
La pochette du CD reprend la photo de William Claxton de la couverture originale du 25 cm Chet Baker Ensemble.

## Réception
Le site web spécialisé Allmusic a décerné la note de 4 étoiles à cet album, notant que « Grey December est l’une des meilleures rééditions en CD regroupant des enregistrements du début des années 50 de Baker sur Pacific Jazz, le label phare du mouvement West Coast Cool ».

## Titres
| N°  | Titre                                     | Compositeur                     | Durée |
| --- | ----------------------------------------- | ------------------------------- | ----- |
| 1.  | Grey December                             | Frank Campo                     | 3:40  |
| 2.  | I Wish I Knew                             | Mack Gordon, Harry Warren       | 3:59  |
| 3.  | Someone to Watch Over Me                  | George Gershwin, Ira Gershwin   | 3:00  |
| 4.  | This Is Always                            | Mack Gordon, Harry Warren       | 3:06  |
| 5.  | Headline                                  | Jack Montrose                   | 3:07  |
| 6.  | Ergo                                      | Jack Montrose                   | 3:08  |
| 7.  | Bockhanal                                 | Jack Montrose                   | 2:58  |
| 8.  | Bockhanal [prise alternative]             | Jack Montrose                   | 2:33  |
| 9.  | A Dandy Line                              | Jack Montrose                   | 2:48  |
| 10. | A Dandy Line [prise alternative]          | Jack Montrose                   | 2:48  |
| 11. | Pro Defunctus                             | Jack Montrose                   | 3:26  |
| 12. | Little Old Lady                           | Stanley Adams, Hoagy Carmichael | 2:47  |
| 13. | Little Old Lady [prise alternative]       | Stanley Adams, Hoagy Carmichael | 2:00  |
| 14. | Moonlight Becomes You                     | Johnny Burke, Jimmy Van Heusen  | 3:24  |
| 15. | Moonlight Becomes You [prise alternative] | Johnny Burke, Jimmy Van Heusen  | 2:52  |
| 16. | Goodbye                                   | Gordon Jenkins                  | 3:47  |
| 17. | Goodbye [prise alternative]               | Gordon Jenkins                  |       |

## Enregistrement
Les morceaux sont enregistrés aux Capitol Studios à Hollywood le 14 décembre 1953 (titres 5-10) et 22 décembre 1953 (titres 11-17), ainsi que le 28 février 1955 (titres 1-4).
| Musicien                                                         | Instrument                      | Titre |
| ---------------------------------------------------------------- | ------------------------------- | ----- |
| Chet Baker                                                       | trompette, voix                 | 1-17  |
| Bud Shank                                                        | flûte                           | 1-4   |
| Herb Geller                                                      | saxophone alto, saxophone ténor | 5-17  |
| Jack Montrose                                                    | saxophone ténor                 | 5-17  |
| Bob Gordon                                                       | saxophone baryton               | 5-17  |
| Russ Freeman                                                     | piano                           | 1-17  |
| Joe Mondragon                                                    | contrebasse                     | 5-17  |
| Red Mitchell                                                     | contrebasse                     | 1-4   |
| Shelly Manne                                                     | batterie                        | 5-17  |
| Bob Neel                                                         | batterie                        | 1-4   |
| Corky Hale                                                       | harpe                           | 1-4   |
| Strings (Ray Kramer, Ed Lustgarten, Kurt Reher, Eleanor Slatkin) | cordes                          | 1-4   |
| Johnny Mandel                                                    | arranger                        | 1-4   |
| Marty Paich                                                      | arranger                        | 1-4   |